# Здание Николаевского епархиального братства
Здание Николаевского епархиального братства или Здание, в котором проходила 1-я областная партийная конференция, на которой выступил глава ВУЦИК Г. И. Петровский — памятник архитектуры и истории местного значения в городе Чернигове. В настоящее время в здании размещается Черниговский областной филармонический центр фестивалей и концертных программ.

## История
Решением исполкома Черниговского областного совета народных депутатов от 17.11.1980 № 286 дому присвоен статус памятник истории местного значения с охранным № 57 под названием Здание, в котором проходила 1-я областная партийная конференция, на которой выступил глава ВУЦИК Г. И. Петровский — советский государственный и партийный деятель.
Решением исполкома Черниговского областного совета народных депутатов от 26.03.1984 № 118 дому присвоен статус памятник архитектуры местного значения с охранным № 3-Чг под названием Дом епархиального братства.
Приказом Департамента культуры и туризма, национальностей и религий Черниговской областной государственной администрации от 12.11.2015 № 254 для памятника истории используется новое названием — Здание Николаевского епархиального братства.
Здание имеет собственную «территорию памятника» и расположено в «комплексной охранной зоне памятников исторического центра города», согласно правилам застройки и использования территории. На здании установлена информационная доска.

## Описание
Дом построен в 1911—1912 годах на углу Шоссейной и Николаевской улиц по инициативе архиепископа Черниговского и Нежинского Василия (Богоявленского). Местная печать того времени писала, что здание построено в «русско-ярославском» стиле. В общий объём здания вошла часовня в честь Александра Невского, возведённая в 1870 году.
После завершения строительства в доме разместилось Епархиальное хранилище древностей. В период конца 1919 — начала 1920 годов в здании размещались губернаторский политотдел и военно-политические курсы для командиров Красной армии, затем — сотрудников образовательной сферы. С 1932 года до начала Великой Отечественной войны в здании находился украинский музыкально-драматический театр.
12-16 января 1934 года в здании проходила первая Черниговская областная партийная конференция, на которой выступил глава Всеукраинского центрального исполнительного комитета Г. И. Петровский.
В период Великой Отечественной войны, в августе 1941 года дом сгорел вследствие бомбардировки немецкой авиацией. В послевоенные годы дом восстановлен с надстройкой третьего этажа над бывшей часовней. С 1964 года в здании размещается Черниговский областной филармонический центр фестивалей и концертных программ. В 1985 году возобновлены шатры над входами в здание.
Каменный, трёхэтажный, сложный в плане дом. Симметричный фасад, который подчеркивает бывшая часовня и шатры над входами. Здание является примером архитектуры русского стиля, распространённого на стыке 19 и 20 веков.
В 1978 году на фасаде была установлена мемориальная доска в память про первую Черниговскую областную партийную конференцию, которая была 12-16 января 1934 года; ныне демонтирована.